# رولوف سميت
رولوف سميت (بالإنجليزية: Roelof Smit)‏ هو لاعب اتحاد الرغبي جنوب أفريقي، ولد في 11 يناير 1993 في Queenstown, South Africa ‏ في جنوب أفريقيا.